# Урк (Франция)
Урк (фр. Hourc, окс. Lo Horc) — коммуна во Франции, находится в регионе Юг — Пиренеи. Департамент — Верхние Пиренеи. Входит в состав кантона Пуйастрюк. Округ коммуны — Тарб.
Код INSEE коммуны — 65225.

## География
Коммуна расположена приблизительно в 650 км к югу от Парижа, в 110 км западнее Тулузы, в 9 км к востоку от Тарба.
Коммуна расположена в местности Бигорр.

## Климат
Климат умеренно-океанический с солнечной тёплой погодой и обильными осадками на протяжении практически всего года.

## Население
Население коммуны на 2010 год составляло 114 человек.
| 1962 | 1968 | 1975 | 1982 | 1990 | 1999 | 2010 |
| ---- | ---- | ---- | ---- | ---- | ---- | ---- |
| 74   | 78   | 74   | 75   | 104  | 104  | 114  |

## Администрация
| Период | Период | Фамилия         | Партия | Примечания |
| ------ | ------ | --------------- | ------ | ---------- |
| 2001   | 2014   | Жильбер Вильмюр |        |            |
| 2014   | 2020   | Жан-Клод Абади  |        |            |

## Экономика
В 2010 году среди 74 человек трудоспособного возраста (15-64 лет) 51 были экономически активными, 23 — неактивными (показатель активности — 68,9 %, в 1999 году было 68,6 %). Из 51 активных жителей работали 49 человек (26 мужчин и 23 женщины), безработных было 2 (1 мужчина и 1 женщина). Среди 23 неактивных 14 человек были учениками или студентами, 5 — пенсионерами, 4 были неактивными по другим причинам.